# Белоярка (Новосибирская область)
Белоя́рка — село в Мошковском районе Новосибирской области. Входит в состав Дубровинского сельсовета. 

## География
Площадь села — 145 гектаров.

## Население
| 2002 | 2007  | 2010 |
| ---- | ----- | ---- |
| 1078 | ↗1304 | ↘975 |

## Улицы
| - ул. Барлакская, - ул. Береговая, - ул. Боровая, - ул. Дачная, - ул. Зелёная, - ул. Камфорная, | - ул. Луговая, - ул. Магистральная, - ул. Мира, - ул. Новая, - ул. Первомайская, - ул. Пионерская, | - ул. Полеводская, - ул. Сосновая, - ул. Стадионная, - ул. Строителей, - ул. Центральная, - ул. Школьная. |

## Инфраструктура
В селе по данным на 2007 год функционируют 1 учреждение здравоохранения и 1 учреждение образования.

## Известные уроженцы
- Астраханцев, Александр Иванович (1938—2024) — советский и российский писатель и поэт.